# David Easton
David Easton (24. června 1917 – 19. července 2014) byl významný americký politolog. Narodil se v Torontu v Kanadě a do Spojených států odešel roku 1943. Zde pracoval jako profesor politologie, a to na univerzitě v Chicagu. David Easton byl jeden z nejvlivnějších politologů. S pomocí jeho systémové analýzy se snažil poskytnout ucelenou teorii politického života. Mnoho z Eastonových konceptů se uchytilo a tyto úspěchy přinesly politologii nové pojmy a slovník. Easton neměl nikdy v plánu stát se odborníkem politologie, naopak se chtěl stát spíše politickým aktivistou.

## Studium
David Easton získal svůj bakalářský titul na univerzitě v Torontu v roce 1939. V době kdy Easton dostudoval, se od nadějných studentů předpokládalo, že odejdou studovat na prestižní školy do Velké Británie. Kvůli druhé světové válce se ale Easton rozhodl zůstat v rodné Kanadě a dostudoval na Torontské univerzitě. Poté přišel pro Eastona zlomový okamžik v životě, odešel do Spojených států, kde zůstal po zbytek života. Zde si vybíral univerzitu, na které by studoval dále. Rozhodoval se mezi Chicagem a Harvardem. Harvard tehdy nabízel vyšší stipendium, tudíž si Easton vybral právě tuto univerzitu. Později svého rozhodnutí litoval, nicméně na univerzitě studium roku 1947 dokončil. Další titul získal roku 1970 na Mc Master University a v roce 1972 docházel na Kalamazoo College.

## Kariéra
První zaměstnání získal Easton na univerzitě v Chicagu, kde se stal nejprve odborným asistentem a později byl povýšen na profesora. V Chicagu strávil následujících 35 let. Roku 1968 se stal prezidentem American Political Science Association. Tento titul byl velkým vyznamenáním a Easton se stal ve společnosti váženou osobou. V roce 1969 bylo ale jeho postavení ohroženo, když měl nějaké připomínky k Americe jeho doby. Nesouhlasil s Amerikou, která byla rozpolcená protesty proti válce ve Vietnamu, rasovými problémy, chudobou a znečištěným ovzduším. Společně s akademiky se tuto situaci snažil řešit a změnit zemi, ve které žili. Jeho vztahy s Kanadou se obnovily, když přijal funkci na Queen's University v Ontariu. Důchodového věku dosáhl v roce 1982, ale i přesto přijal místo profesora na University of California. Přednášel dokonce i ve svých 90 letech.

## Výzkum a teorie
David Easton byl známý pro jeho práci na struktuře politických systémů a přizpůsobení těchto systémů do politické vědy. Tyto myšlenky vyjádřil v jeho hlavních knihách: „The political system“ (1953), „A Framework for Political Analysis“ (1965) a „A System Analysis for Political Life“ (1965). Ve své druhé knize také vysvětlil pojetí politiky jako: „the authoritative allocation of values for a society“. Tato Eastonova definice se stala jednou z nejrozšířenějších a nejcitovanějších definicí pojetí politiky.

## Rodina
Eastonův syn Stephan je profesor ekonomie na Simon Fraiser University, jeho vnuk Malcolm dokončuje doktorandská studia na UC Davis. Jeho žena Silvia Isobel byla zastáncem lidských práv a věnovala svůj čas bezdomovcům, mentálně postiženým, domorodým Američanům, obětem zneužívání a dalším. Za tuto činnost dostala roku 1989 Orange County Human Relations Community Leader Award. Silvia zemřela v roce 1990.

## Výběr z díla
- 1951, The Decline of Modern Political Theory, in Journal of Politics 13.
- 1953, The Political System. An Inquiry into the State of Political Science, New York: Knopf.
- 1957, An Approach to the Analysis of Political Systems, in World Politics 9.
- 1965, A Framework for Political Analysis, Englewood Cliffs: Prentice-Hall.
- 1965, A Systems Analysis of Political Life, New York: Wiley.
- 1966, Varieties of Political Theory, (Ed.), Englewood Cliffs.
- 1969, Children in the Political System - Origins of Political Legitimacy, (with Jack Dennis), McGraw-Hill.
- 1990, The Analysis of Political Structure, New York: Routledge.
- 1991, Divided Knowledge: Across Disciplines, Across Cultures, (Ed. with C. Schelling).
- 1991, The Development of Political Science: A Comparative Survey, (Ed. with J. Gunnell, and L. Graziano), New York: Routledge.
- 1995, Regime and Discipline: Democracy and the Development of Political Science, (Ed. with J. Gunnell and M. Stein).